# Mihkel Pung

Mihkel Pung (ca. 1905–1907)

Mihkel Pung (* 7. Oktoberjul. / 19. Oktober 1876greg. in Vana-Põltsamaa (Kreis Viljandi); † 11. Oktober 1941 im Gefangenenlager Wjatka bei Soswa, Oblast Swerdlowsk/Sowjetunion, unsicher) war ein estnischer Jurist und Politiker.

## Frühe Jahre
Mihkel Pung wurde als Sohn eines Landwirts geboren. Er besuchte das renommierte Hugo-Treffner-Gymnasium im livländischen Tartu (deutsch Dorpat). Ab 1897 studierte er Rechtswissenschaft an der Universität Tartu. 1900/1901 belegte er juristische Kurse an der Universität in der russischen Hauptstadt Sankt Petersburg. 1902 schloss Pung sein Studium in Tartu ab.
Von 1903 bis 1905 war Pung Redakteur bei der Tallinner Zeitung Teataja. 1904 wurde er Stadtsekretär der estnischen Hauptstadt Tallinn (deutsch Reval).
Pung nahm an der Revolution im Jahr 1905 teil. Aus Furcht vor Verfolgung durch die zaristischen Behörden musste er ins Ausland fliehen. 1906 konnte er wieder nach Russland zurückkehren.
Von 1906 bis 1911 war Pung als Rechtsanwalt in Sankt Petersburg tätig. Von 1911 bis 1918 ließ er sich als Anwalt in Tallinn nieder.

## Jurist und Politiker
Mit Ausrufung der staatlichen Unabhängigkeit Estlands 1918 ging Mihkel Pung in die Politik. Er wurde politischer Vertrauter seines Schwagers, des Politikers Konstantin Päts.
Im März 1919 wurde Pung erster Präsident der estnischen Notenbank (Eesti Pank). Mit finnischer Hilfe bereitete er in Helsinki die Ausgabe der estnischen Mark vor. Sie wurde ab Mai 1919 einziges Zahlungsmittel in der neu gegründeten Republik Estland.
Von 1920 bis 1924 unterhielt Pung ein Bankkontor in Tallinn. Ab 1924 war er wieder als Rechtsanwalt tätig. Gleichzeitig war er ab 1926 Rechtsberater der estnischen Industrie- und Handelskammer. Daneben engagierte er sich politisch in der konservativ-agrarischen Partei „Bund der Landwirte“ (Põllumeeste Kogud) von Konstantin Päts. Von Februar bis November 1931 war Pung Wirtschaftsminister im Kabinett des Staatsältesten Konstantin Päts.
Pung wechselte dann die Parteilinien und schloss sich der Nationalen Zentrumspartei (Rahvuslik Keskerakond) an. Von Juli bis November 1932 war Pung im Kabinett des Staatsältesten Karl Einbund Außenminister der Republik Estland. Pung war in der vierten (1929–1932) und fünften Legislaturperiode (1932–de facto 1934) Mitglied des estnischen Parlaments (Riigikogu).
Auch nach dem unblutigen Staatsstreich von Regierungschef Konstantin Päts im März 1934 blieb Pung in hohen politischen Ämtern. Von 1935 bis 1938 gehörte er dem Staatlichen Wirtschaftsrat (Riiklik Majandusnõukogu) an. 1937 war er Vorsitzender der zweiten Kammer des Rahvuskogu, der verfassungsgebenden Versammlung, die die Estnische Verfassung von 1938 ausarbeitete. Mit Inkrafttreten der neuen Verfassung wurde Pung Mitglied der zweiten Kammer des Parlaments (Riiginõukogu) und war bis 1940 deren (stellvertretender) Vorsitzer.

## Verhaftung und Tod
Nach der sowjetischen Besetzung Estlands im Sommer 1940 wurden Pung und seine Familie am 14. Juni 1941 in Tallinn verhaftet und ins Innere der Sowjetunion deportiert. Mihkel Pung starb im selben Jahr im Gefangenenlager Wjatka (Oblast Swerdlowsk).

## Privatleben
Mihkel Pung war seit 1905 mit Marianne Pung, geb. Päts (1888–1947), verheiratet, der Schwester von Konstantin Päts. Das Paar hatte zwei Töchter und einen Sohn.